# Catedral de Murcia
La Santa Iglesia Catedral de Santa María, conocida como catedral de Murcia, es el templo principal y sede de la diócesis de Cartagena. Se encuentra en pleno casco antiguo de la ciudad de Murcia, en la Plaza del Cardenal Belluga.
Consagrada en 1467, contó con varios añadidos (como la torre-campanario) o reformas ocasionales (nuevas capillas o fachadas) principalmente en los siglos XVI y XVIII, por lo que integra el estilo gótico original con añadidos renacentistas, barrocos y neoclásicos.
Entre sus elementos arquitectónicos destacan la torre, de 93 metros de altura que la convierten en el tercer campanario más alto de España -el segundo si se incluyen solo catedrales-; la fachada principal o imafronte, considerada como una obra maestra del barroco español; y las capillas de los Vélez, de Junterones y del Trascoro.
En la capilla Mayor se halla la urna sepulcral donde reposan el corazón y las entrañas de Alfonso X el Sabio.
La catedral de Santa María fue declarada Monumento Nacional en 1931.

## Historia
Creación de la diócesis de Cartagena (1250)
Al entrar la taifa de Murcia en la órbita castellana tras la firma del tratado de Alcaraz en 1243, se restableció la sede catedralicia en Cartagena en 1250, debido a que esta ciudad había sido sede de la antigua diócesis carthaginense; documentada al menos desde el s. IV, y debido también a que era uno de los pocos núcleos cristianos de un reino que contaba en esas fechas con una mayoría de poblaciones andalusíes semiautónomas (incluida la capital), gracias al régimen de protectorado que instauró el mencionado tratado de Alcaraz. Y es que al contrario que Murcia, Cartagena y otras localidades (como Mula y Lorca) no acataron el tratado, por lo que tropas castellanas dirigidas por el infante Alfonso (futuro Alfonso X de Castilla) aplicaron el derecho de conquista sobre Mula (1244) y Cartagena (1245), mientras que Lorca acabó firmando un pacto con los sitiadores que replicaba el de Alcaraz.

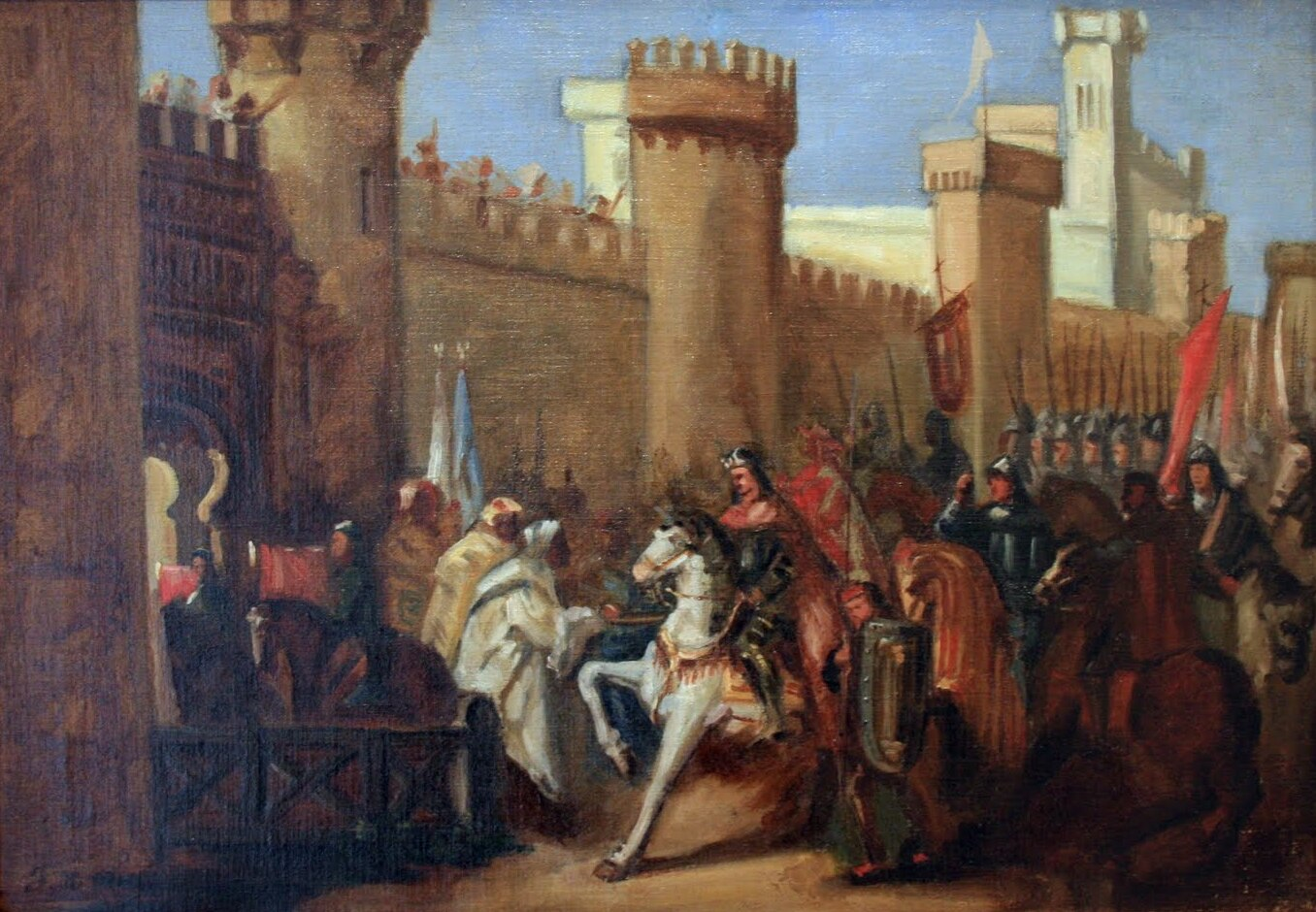
Entrada de Jaime I en Murcia el 2 de febrero de 1266

En 1246, Cartagena recibió el Fuero de Córdoba, muestra de su plena integración en la corona de Castilla, mientras que la medina de Murcia y sus arrabales murados seguirían veinte años más en manos andalusíes, salvo el Alcázar Mayor y el arrabal de Murcia la Nueva, posteriormente llamado rabal de San Juan, que comenzarían a poblarse por cristianos.
Conversión de la mezquita Aljama de Murcia en templo cristiano (1266)
Jaime I el Conquistador tomó la ciudad de Murcia en 1266 tras sofocar la sublevación mudéjar. Hasta ese momento la ciudad había sido de mayoría musulmana por haber respetado el tratado de Alcaraz, pero su autonomía fue suspendida tras la revuelta. El monarca aragonés se dispuso a entrar solemnemente en Murcia el 2 de febrero de aquel año, apoderándose de la Mezquita Mayor de la ciudad, contraviniendo lo estipulado en el acuerdo de rendición.
 

El edificio de la mezquita, dedicado al culto cristiano desde ese momento con el nombre de Iglesia Mayor de Santa María, fue el lugar de celebración de la boda real entre la infanta Beatriz de Castilla, hija de Alfonso X, y Guillermo VII de Montferrato en agosto de 1271, templo que no fue convertido en catedral hasta que se aprobó la orden de traslado de la sede episcopal en 1291. 

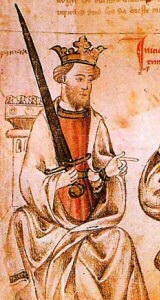
Sancho IV de Castilla. Al permitir el traslado del obispo a Murcia, convirtió el templo en catedral en 1291

Traslado de la Sede Episcopal y conversión en catedral (1291)
Por orden de Sancho IV, a requerimiento del obispo y sin permiso del Papa, la sede se acabó trasladando a Murcia por la supuesta inseguridad que presentaban las costas cartageneras en aquella época, unido al hecho de ser la capital del Reino de Murcia y tener aquí la Iglesia la mayor parte de sus propiedades donadas por el rey. Sin embargo, el decreto de traslado ordenaba el mantenimiento de carthaginensis como nombre de la diócesis. De esta manera, la Iglesia Mayor de Santa María se transformaría en la catedral de Santa María.
Construcción de la catedral actual (siglos XIV-XV)

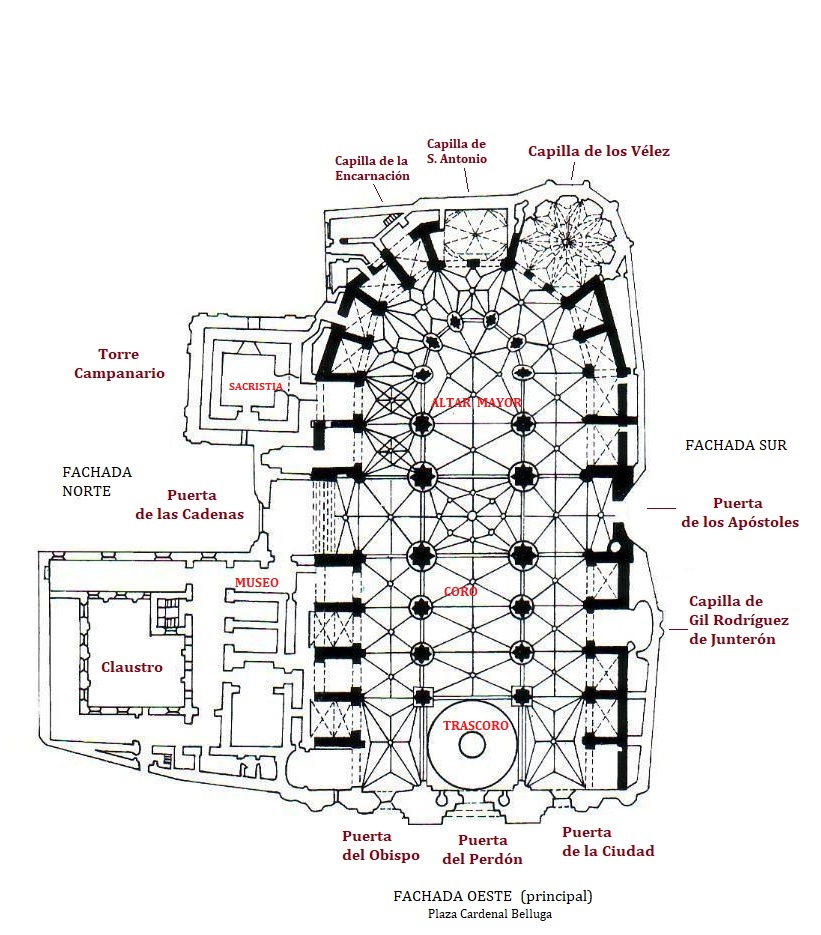
Planta del templo

En tiempos del obispo Pedro de Peñaranda (1337-1352) se edificó el nuevo claustro gótico de la catedral, siendo por tanto la parte más antigua del complejo arquitectónico actual, cuyos restos son hoy visitables en el museo catedralicio. Para construir el claustro tuvo que ser derruida una parte de la antigua mezquita, cuyos cimientos también se conservan en dicho museo.
Fue durante el obispado de Fernando de Pedrosa (1383-1402) cuando se pusieron en marcha las obras del templo actual. En 1385 se inició la cimentación, y en 1388 se puso la primera piedra, pero no fue hasta 1394 cuando comenzó el grueso de las obras de construcción del edificio que sustituyó a la antigua mezquita.
El edificio avanzó gracias a la acción de eficaces gestores como los prelados Pablo de Santa María y Fray Diego de Bedán. Bajo el Episcopado de Diego de Comontes (1446-1458) aparece la figura de Diego Sánchez de Almazán como maestro mayor de las obras. Durante estos años se cierran las bóvedas, construidas sobre pilares de haces de columnas adosadas y capiteles de tema vegetal con florones en las claves. También se realizó gran parte de la forja y rejería del templo debida a Antón de Viveros.
Posteriormente, bajo el Episcopado de Lope de Ribas (1459-1478), las obras entraron en su recta final, siendo consagrada en 1467 aunque la bula de Paulo II tiene fecha de 24 de enero de 1465. La Puerta de los Apóstoles se concluyó unos cuantos años más tarde (en 1488).
Reformas posteriores (siglo XVI y siglo XVIII)

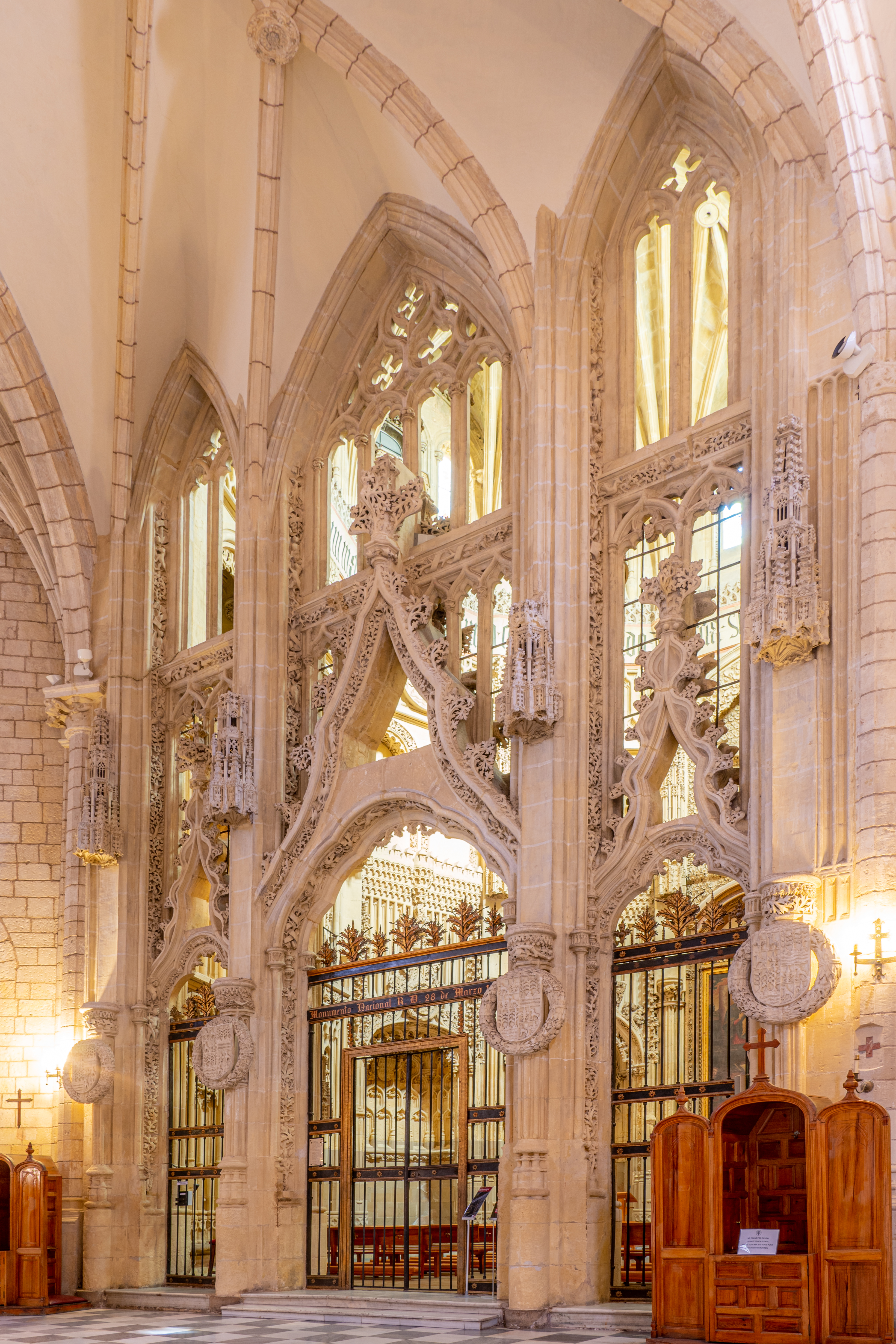
La capilla de los Vélez, una de las más importantes adiciones que tuvo la catedral a finales del y comienzos del

Sin embargo, el templo vivió puntuales reformas y añadidos; siendo la primera de ellas la construcción de la capilla de los Vélez, iniciada en 1490 y concluida en 1507 en un bello gótico flamígero. En 1512 daría comienzo la construcción de la puerta de las Cadenas en pleno renacimiento, y en 1515 las obras de la capilla de Junterón (que concluyeron en 1574). La torre-campanario sería levantada a partir de 1521 (quedando paralizada en 1555), junto con la sacristía (1522-1531) situada dentro del primer cuerpo de la torre, mientras que la pequeña capilla de la Anunciación (1527) y la capilla del Baptisterio (1541) son algo posteriores. En este estado sería contemplado el edificio por el emperador Carlos V durante su visita a la ciudad en 1541, orando ante el sepulcro de Alfonso X situado en la capilla Mayor.
A comienzos del siglo XVII, ya bajo la influencia del barroco, sería edificada la capilla del Trascoro, dedicada a la Inmaculada Concepción, mientras que en el siglo XVIII, en pleno «siglo de oro murciano», se levantaría la nueva fachada principal o imafronte (1737-1754), se reformaría la puerta de las Cadenas (1783) y entre 1765 y 1793 se concluiría la torre-campanario.
El incendio de 1854
En la madrugada del 3 al 4 de febrero de 1854 la catedral sufrió un pavoroso incendio que destruyó el primitivo Altar Mayor y la sillería del coro. En 1864 la Academia de Bellas Artes de San Fernando eligió el proyecto de retablo de Mariano Pescador en concurso público, en estilo neogótico, ejecutado por el tallista Antonio José Palao con la ayuda de Leoncio Baglieto e inaugurado en 1868. El majestuoso órgano del mismo estilo se encargó a la prestigiosa firma belga Merklin-Schütze, siendo inaugurado en julio de 1857. Bajo el órgano se instaló una sillería plateresca del siglo XVI proveniente del Monasterio de Santa María de Valdeiglesias, donación que hizo la reina Isabel II a la catedral.
Guerra civil española
Durante la guerra civil española, la Catedral de Murcia desempeñó un papel crucial en la protección del patrimonio artístico de la región. Ante la amenaza de destrucción y saqueo, las autoridades republicanas locales designaron la catedral como depósito central para salvaguardar obras de arte incautadas de iglesias y conventos. Esta iniciativa permitió preservar aproximadamente 5.000 piezas, aunque lamentablemente alrededor de 650 fueron destruidas en toda la región. El alcalde de Murcia en ese entonces, el catedrático Fernando Piñuela, presidió la Junta de Protección del Tesoro Artístico de Murcia y fue fundamental en la organización y gestión de este depósito. Gracias a estos esfuerzos, la catedral no solo protegió su propio patrimonio, sino que también sirvió como refugio para numerosas obras de arte durante este período convulso.

## Torre-Campanario

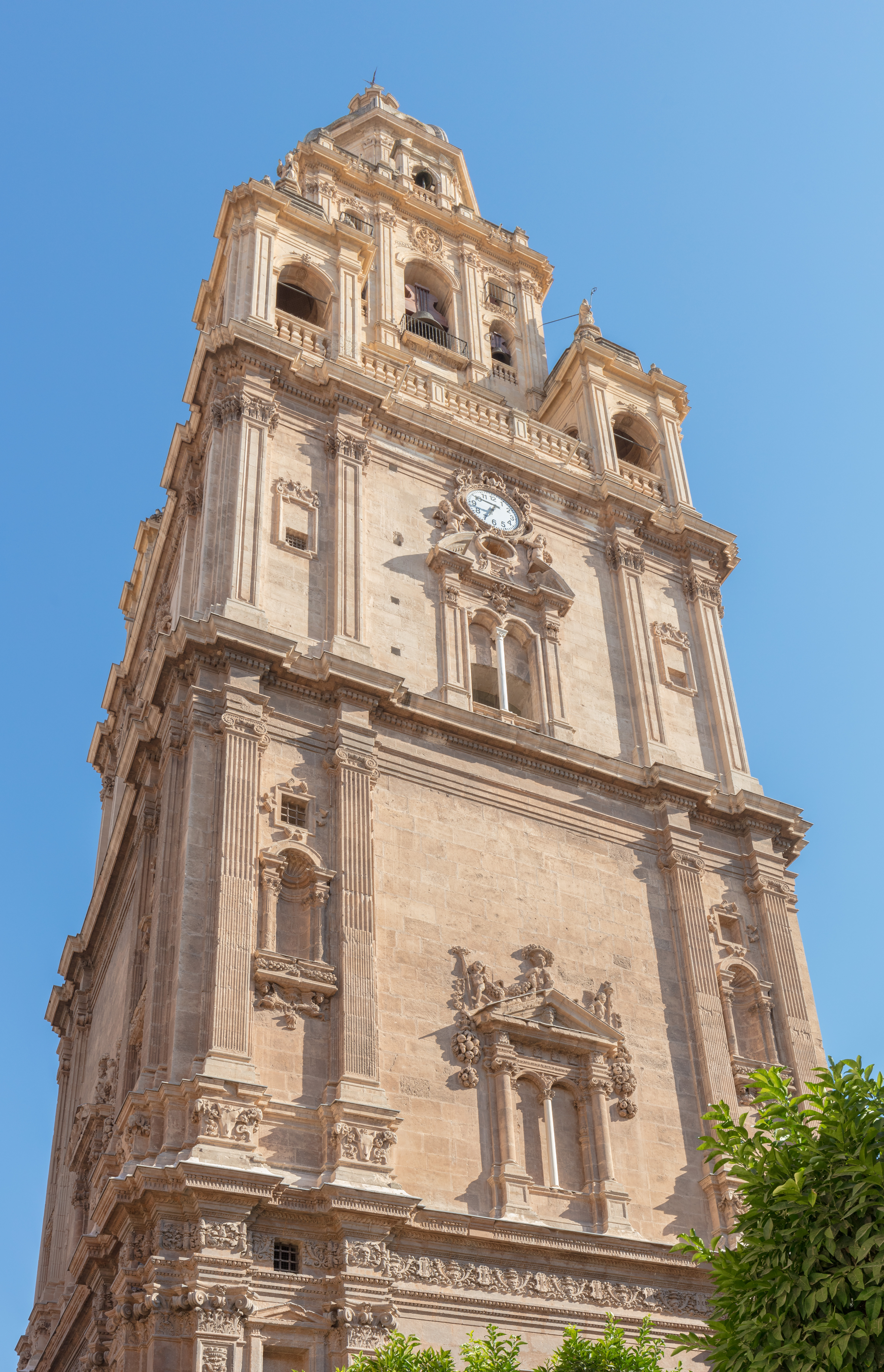
Torre desde la plaza de la Cruz

La torre de la Catedral de Murcia, construida entre 1521 y 1793, es el símbolo indiscutible de la catedral y de la ciudad de Murcia, mide 93 metros (98 con la veleta) siendo por tanto la segunda más alta de España tras la Giralda de Sevilla.
Fue ideada en 1519, constituyendo una de las iniciativas más atrevidas del cabildo catedralicio en tiempos del obispo-cardenal Mateo Lang de Wellenburg. Tras la presencia del arquitecto italiano Francisco Florentino en el proyecto, su hermano Jacobo Florentino acabaría por sustituirle, él fue quien dio comienzo a las obras de este soberbio campanario, trabajando en ellas hasta su muerte, acaecida en 1525.
Debido a lo dilatado de su proceso constructivo reúne diferentes estilos:
- El primer cuerpo, realizado por los italianos Francisco y Jacobo Florentino en 1521, es de planta cuadrada y estilo renacentista con ornamentación del plateresco hispano. En su interior se aloja la Sacristía Mayor.
- El segundo cuerpo fue realizado por Jerónimo Quijano y es del mismo estilo pero siguiendo líneas más puristas; se concluyeron las obras en 1555, quedando paralizadas a este nivel durante más de dos siglos como consecuencia de la preocupante inclinación que comenzó a sufrir la Torre. En su interior se instaló el Archivo Catedralicio, emplazado a esta altura para evitar las periódicas riadas del río Segura.
- El tercer cuerpo, donde se aloja la sala del reloj, empezó a levantarse en 1765 ya bajo los cánones del barroco y teniendo como director a José López, que mediante un cálculo arquitectónico evitó la inclinación anterior de la Torre proyectando una mayor carga de peso hacia el lado contrario.
- En el cuarto cuerpo destacan los conjuratorios, cuatro templetes coronados por cúpulas piramidales y las efigies de los santos Fulgencio, Leandro, Isidoro y Florentina. En ellos se conjuraban las tormentas con la reliquia del Lignum Crucis que se conserva en la catedral.
- El quinto cuerpo, de estilo rococó, corresponde al campanario, donde se encuentran las 20 campanas de la catedral.
- Corona el conjunto la airosa cúpula trazada por Ventura Rodríguez, de estilo neoclásico, culminándose finalmente con la linterna en 1793.

Las Campanas de la Torre suman un total de veinte, casi todas del XVIII y XIX. Cada una recibe un nombre propio:
- San Agustín
- Santo Tomás de Aquino
- San Isidoro
- María Madre de Dios
- La Mora nueva
- Santa María
- Santa Bárbara mayor
- Cristo
- San José
- San Leandro
- San Patricio
- San Pedro
- Nuestra Señora de Belén
- Santa Florentina
- Santiago
- Santa Bárbara menor
- Fuensanta - la Catalana
- Santa Águeda
- La Nona - San Victoriano
- San Antonio

Las campanas de la Torre han servido para anunciar las tremendas riadas del río Segura, guerras, celebraciones y festividades. Actualmente se mantienen muchos de sus toques tradicionales, recuperados como un elemento patrimonial más de la catedral y de la propia ciudad. Sólo una campana es anterior al resto (siglo XIV): es la llamada Mora y está considerada de las más antiguas de España; hace unos años fue bajada de la torre y depositada en el museo de la catedral.
Desde el Museo de la Catedral de Murcia se realizan a diario visitas guiadas a la torre de la catedral.

## Interior
La catedral de Santa María fue proyectada como un templo de cruz latina con tres naves y girola, en donde se observan los rasgos del gótico mediterráneo por su sencillez estructural, su moderada elevación y limitados ventanales. Posee influencia castellana en la disposición de la nave central más alta que las laterales, pero también influencia aragonesa al situar el cimborrio a los pies del templo y no en el crucero. Como rasgo peculiar el transepto es más largo en su lado norte que en el sur.
Posee veintitrés capillas, dedicadas a los santos patronos de los gremios y a los enterramientos de obispos y nobles que fomentaron o colaboraron en su construcción. Entre las mismas destacan:
- Capilla de los Vélez:

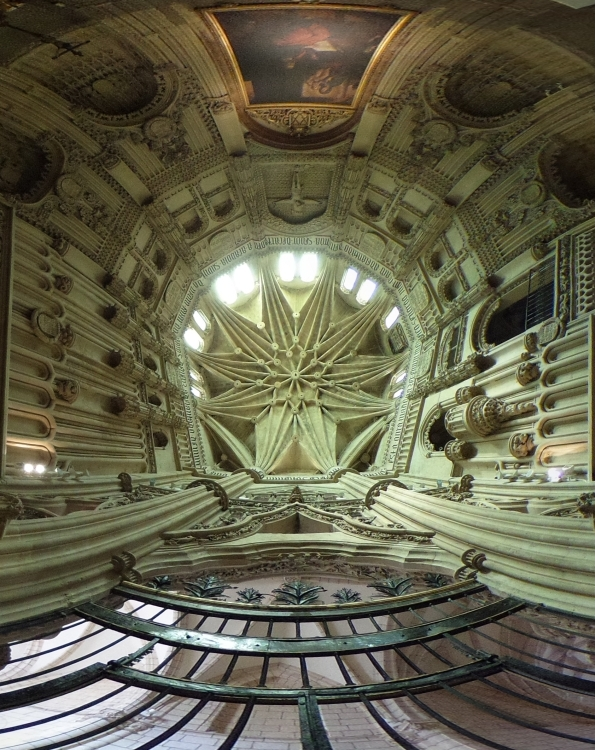
Cúpula de la capilla de Los Vélez
[https://tools.wmflabs.org/panoviewer/#Catedral_de_Murcia_-_Capilla_de_Los_V%C3%A9lez.jpg Visión omniorámica

Edificada en estilo gótico flamígero como lugar de enterramiento del Adelantado mayor de Murcia; las obras se iniciaron en el 1490 por mandato del adelantado Juan Chacón bajo el Episcopado de Rodrigo de Borja (1482-1492); que fue Papa posteriormente con el nombre de Alejandro VI. Esta capilla es un cuerpo adosado a la fábrica general que ocupaban dos antiguas capillas de la girola. Tiene planta poligonal y una cúpula estrellada de diez puntas. La construcción de esta capilla dio lugar a un gran pleito entre los Adelantados y el concejo al estrangular el trazado de la contigua calle Oliver, pleito que tuvo que ser resuelto por los Reyes Católicos. Está dedicada a San Lucas y se asemeja a la capilla del Condestable de Burgos o a la de D. Álvaro de Luna en Toledo. Es de autor desconocido, aunque se atribuyó a Juan Guas o a Juan de León. La obra fue terminada en 1507, siendo adelantado Pedro Fajardo y Chacón, primer Marqués de Los Vélez (de ahí el nombre popular de la capilla).
La simbología escultórica de la capilla denota el linaje y el poder adquirido por la familia Fajardo. Un ejemplo de ello es la cadena de piedra que rodea el perímetro exterior de la capilla y los relieves y esculturas con los escudos de la dinastía sostenidos por los denominados «salvajes». Dado su alto valor artístico, en 1928 fue declarada Monumento Nacional, tres años antes que la propia catedral.
- Capilla de Junterón:

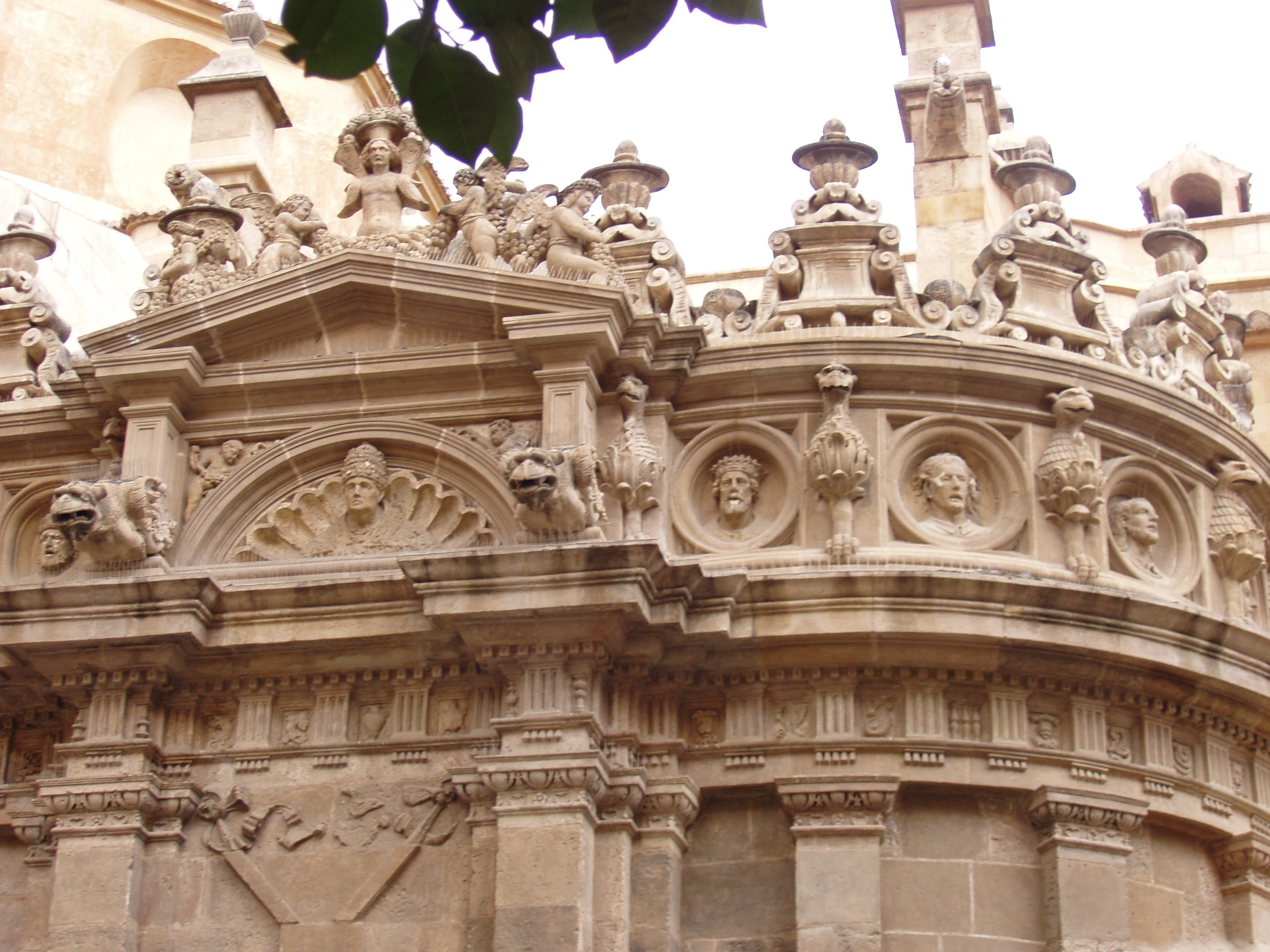
Exterior de la capilla de Junterón

Es una de las grandes obras del renacimiento español. Fue fundada en 1515 y costeada por Gil Rodríguez de Junterón, Arcediano de Lorca y Protonotario Apostólico, quien desempeñó altos cargos en la curia romana en tiempos de Julio II. Se construyó sobre una capilla gótica anterior. La nueva obra estuvo basada posiblemente en planos de Jacobo Florentino, bajo dirección de Jerónimo Quijano.
La entrada es de planta rectangular, en cuyo suelo hay una lápida que reza: «aquí viene a parar la vida», a través de la cual se accede a la cripta en donde Gil Rodríguez de Junterón fue enterrado utilizando un sarcófago romano, pieza que actualmente se puede contemplar en el museo de la catedral. La capilla continúa con un recinto de planta aproximadamente ovalada (un rectángulo rematado en sus lados menores con círculos) con decoración en relieve de estilo plateresco, coronada con una excepcional bóveda tórica del modelo llamado por los «canteros Bóveda de Murcia» por ésta capilla. Las esculturas de profetas y sibilas del testero principal son de 1592, hechas por Cristóbal Salazar y Juan Pérez de Artá. El relieve central de la Adoración de los Pastores está atribuido a Quijano.
En la puerta de la capilla, dos columnas jónicas sostienen un arco sobre cuya clave se encuentra un relieve con las armas del Papa Julio II. A nivel inferior y a ambos lados aparecen las armas del fundador de la capilla con la leyenda «DE IUNTERÓN ES», de ahí que a nivel popular se le llame la capilla de Junterones.
- Capilla de la Inmaculada:

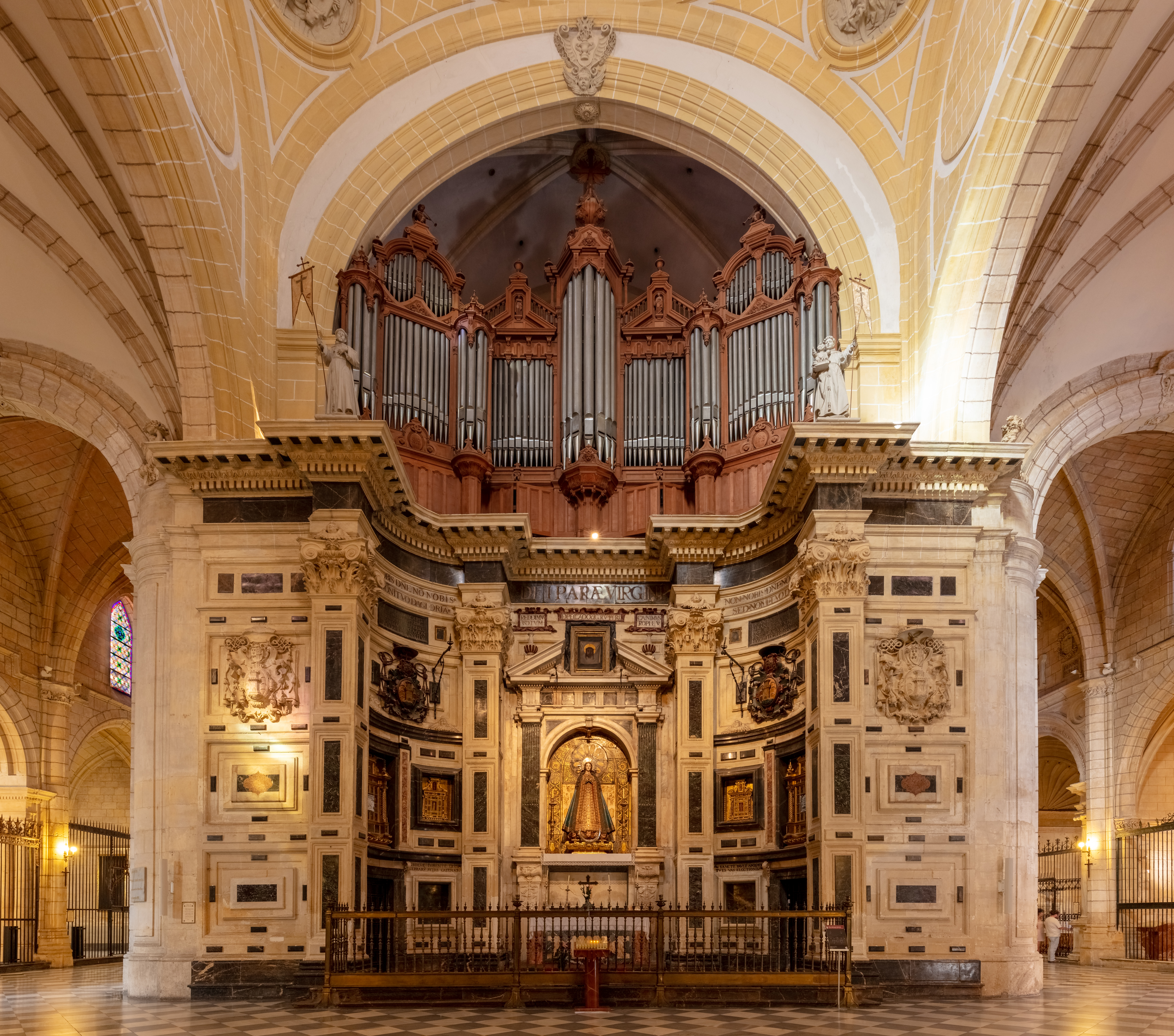
Capilla de la Inmaculada o del Trascoro

Ubicada en el trascoro, fue edificada en el siglo XVII (1625) por orden del obispo Trejo, embajador de Felipe III de España ante la Santa Sede para conseguir la definición dogmática de la Inmaculada Concepcíón de María, algo que no pudo conseguir. 
El proyecto se atribuye a fray Alberto de la Madre de Dios, arquitecto de Felipe III y el duque de Lerma. Sus formas cóncavas laterales lo convierten en una obra avanzada del Barroco español. Por su parte el altar de la Inmaculada es similar al sepulcro del oidor Luis de Salcedo en Torralba (Cuenca), que es obra documentada de fray Alberto.
Es de estilo barroco, siguiendo influencia italiana en el modo de disponer las superficies y el uso de la policromía marmórea con gran riqueza, además de la utilización de relicarios, realizados por Juan Bautista Estangueta el Mozo. La imagen de María Inmaculada, talla en madera policromada, está fechada en torno al año 1627, tratándose por ello de una de las primeras imágenes bajo esta advocación.
- Capilla de San Antonio:

Fundada en 1388 por el obispo Fernando de Pedrosa que fue enterrado en ella en 1402, es la capilla más antigua de las que se conservan en la catedral. Inicialmente bajo la advocación de San Jerónimo, también se llamó de la Cena, por haber en ella un cuadro con dicho motivo. Perteneció después al marqués de Carrión, descendiente de Don Juan Manuel, para pasar a fines del siglo XV al Cabildo, que instala en ella el carnero de los canónigos y los servicios de la parroquia. 
Cuenta con notable bóveda de crucería gótica con pinturas y una pequeña capilla renacentista anexa dedicada a la Anunciación, obra de Jerónimo Quijano (1527), donde se encuentra la tumba de Jacobo de las Leyes y un conjunto escultórico que representa la Anunciación, obra del propio Quijano. La ejecución de este espacio entra de lleno en el primer renacimiento y sirve para exaltar la memoria del redactor de las Siete Partidas enterrado en ella.
- Capilla del Baptisterio:

Se encuentra a los pies de la contraportada de la catedral, en el lado del evangelio. Las obras se llevaron a cabo en 1545 bajo la dirección de Jerónimo Quijano, maestro mayor, en estilo renacentista.

El retablo, en mármol blanco de Carrara, acoge el grupo escultórico de Nuestra Señora del Socorro, obra del artista italiano Juan de Lugano, en la segunda mitad del siglo XVI. Se presenta a María como defensora y abogada contra el mal, quien porta en su mano derecha un cetro con el que va a golpear al demonio, a sus pies. También posee una enorme pila bautismal de origen italiano.

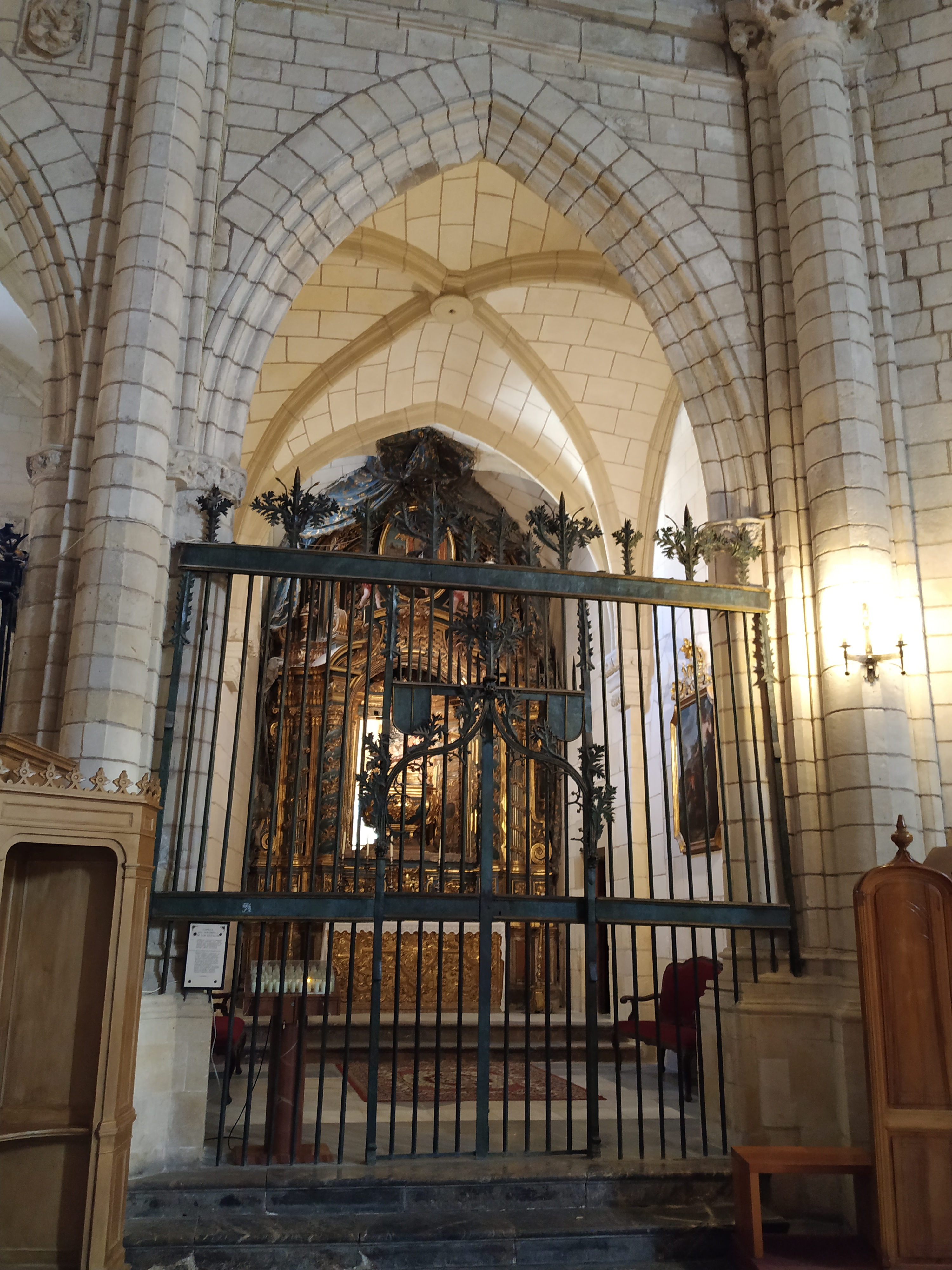
Exterior de la capilla del Socorro

- Capilla del Socorro o de San Antón:

Situada en la girola, es de arquitectura gótica. Fundada en 1435 por el señor de Ceutí, comendador de Lorquí y caballero de la Orden de Santiago, Sáncho Dávalos, que la puso bajo la advocación de San Antón. Posteriormente pasó a manos de la Cofradía del Socorro, que en 1735 mandó construir un retablo barroco con un pronunciado camarín para la virgen de la misma advocación, atribuida a Salzillo. El retablo, de madera ricamente dorada y policromada, muestra unas columnas pareadas, dos de ellas salomónicas. En la parte superior, además de un gran cortinaje que parece cubrir toda la estructura en un alarde de teatralidad, se encuentra la representación de San Antonio Abad, que remite a la advocación primitiva de la capilla. 
Se cree que es en esta capilla se enterraron los restos de Jerónimo de Ayanz y Beaumont, fallecido en 1613, militar y político (llegó a ser regidor de Murcia) que destacó como pintor, músico, cosmógrafo y, sobre todo, como genial inventor.
- Sacristía:

Ubicada bajo la torre-campanario, concretamente en el interior de su primer cuerpo. Cuenta con dos portadas, la que da a la nave, llamada de la ante-sacristía, fue proyectada por Jerónimo Quijano (1531) en forma de arco triunfal coronado por las virtudes teologales. Ésta abre paso a una sala cubierta por una cúpula en espiral en donde se encuentra una portada interior más sencilla, atribuida a Jacobo Florentino, que da paso a un pasillo con bóveda en esviaje por el que se accede a la sacristía.

La sacristía, trazada por Jacobo Florentino en 1522, fue continuada por su sucesor Jerónimo Quijano desde 1526, recubriendo sus paredes con unos tableros de nogal esculpidos con motivos renacentistas y un extraordinario relieve del Descendimiento en su frente principal. Una gran cúpula con guirnaldas corona el recinto. Algunos de los tableros se incendiaron en 1689, encomendándose su reparación al escultor Gabriel Pérez de Mena.
- Coro:

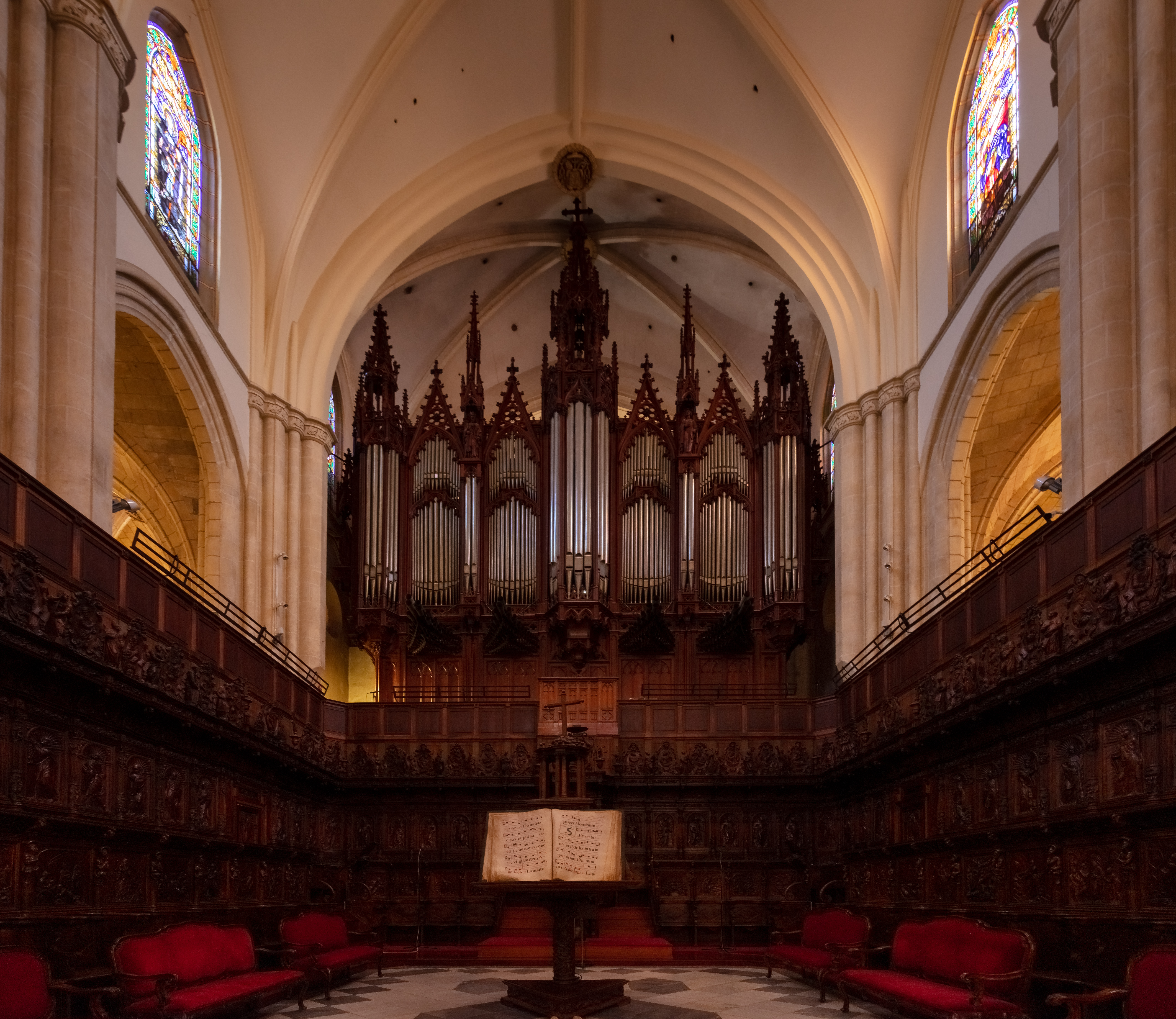
Órgano y sillería del coro

La primitiva sillería del coro se hizo a mediados del siglo XV, cuando se consagró la catedral (en 1467), siendo obispo de Cartagena Lope de Rivas. Era gótica afiligranada de madera de nogal. Esta sillería, ya deteriorada, fue sustituida después de varias tentativas del Cabildo en 1790. La obra fue realizada por el maestro carpintero de la catedral Francisco López Reyes, siguiendo el proyecto de Alfonso Regalado. Se realizó con madera de nogal y, tras doce años de trabajo, se inauguró el 23 de octubre de 1803. Esta sillería de estilo neoclásico prestó servicio durante unos cincuenta años hasta que fue pasto del incendio de 1854.
Tras la destrucción del anterior coro, las gestiones del Obispo Mariano Barrio lograron que Isabel II regalara la sillería tardorrenacentista que iba a ser destinada a San Jerónimo el Real de Madrid, procedente del desamortizado monasterio de Santa María de Valdeiglesias. Esta valiosa sillería es obra de Rafael de León, de entre 1567 y 1571. 
Encima de la misma se encuentra el gran órgano neogótico de doble fachada realizado por la casa belga Merklin-Schütze en 1857, con cerca de 4000 tubos distribuidos en cuatro plantas. Actualmente es un órgano de referencia mundial y la obra cumbre de Joseph Merklin, con la que se afianzó en la primerísima fila de los organeros europeos.
También son importantes las rejas góticas del altar mayor y del coro, obra de Antón de Viveros del siglo XV, así como las numerosas vidrieras, muchas de ellas de factura medieval.
- Capilla Mayor:

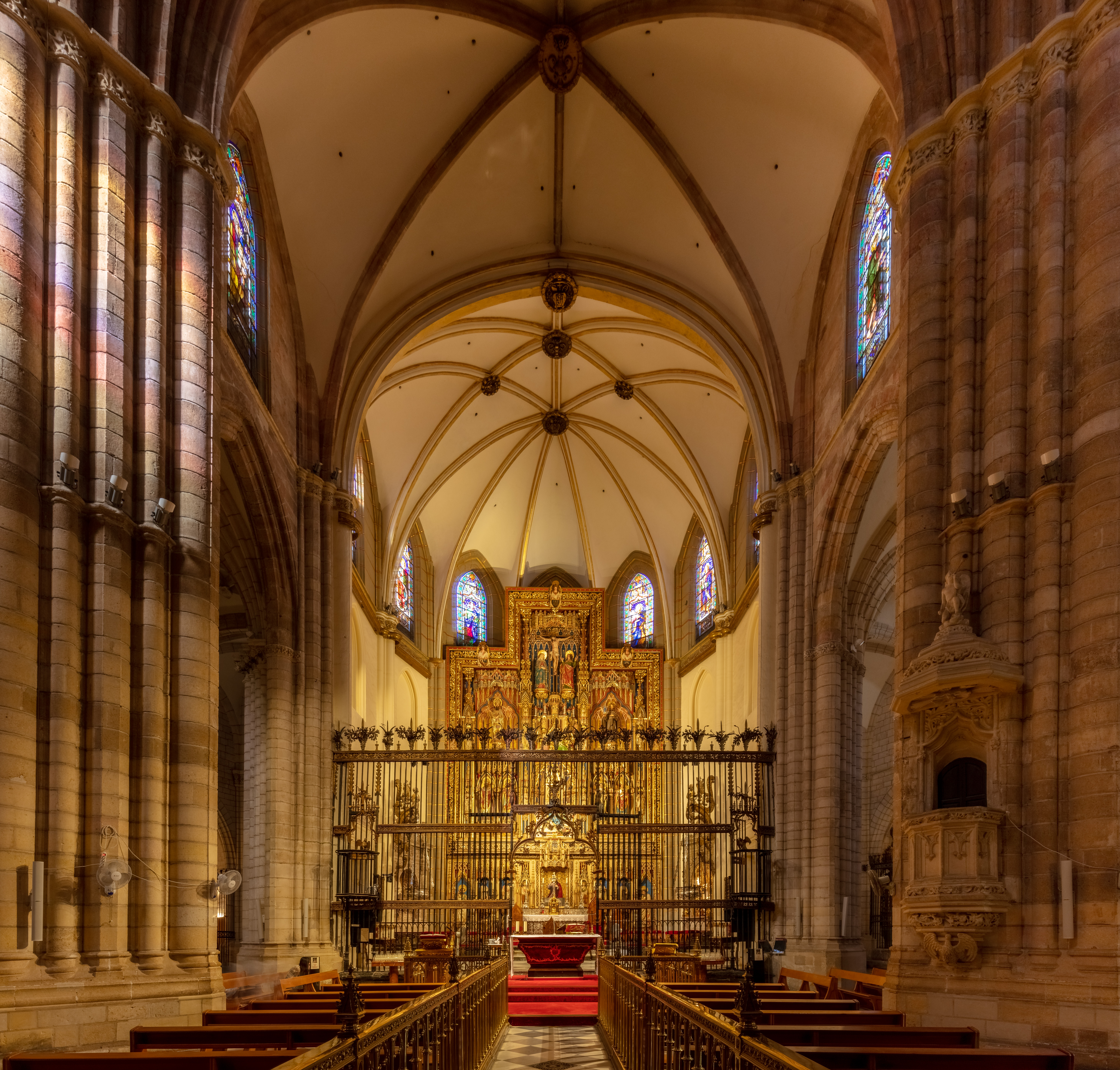
Presbiterio con la capilla Mayor

En la capilla Mayor (que tiene rango de capilla real por encontrarse en ella el sepulcro renacentista con las entrañas de Alfonso X) se encuentra el retablo mayor de la catedral, obra neogótica diseñada por Mariano Pescador tras el incendio de 1854, que supuso la pérdida del anterior retablo renacentista de 1510. El nuevo retablo fue ejecutado por los escultores Leoncio Baglietto y Antonio Palao y Marco.
El actual retablo, de clara inspiración aragonesa, tiene en su camarín central a la Virgen de la Paz (que es sustituida por la virgen de la Fuensanta cuando vista la catedral), en el banco los Evangelistas, y en el resto a diversos santos relacionados con la diócesis (Cuatro santos de Cartagena, Beato Andrés Hibernón, San Patricio...) y coronándolo, la Crucifixión.
- Sepulcro de Alfonso X de Castilla:

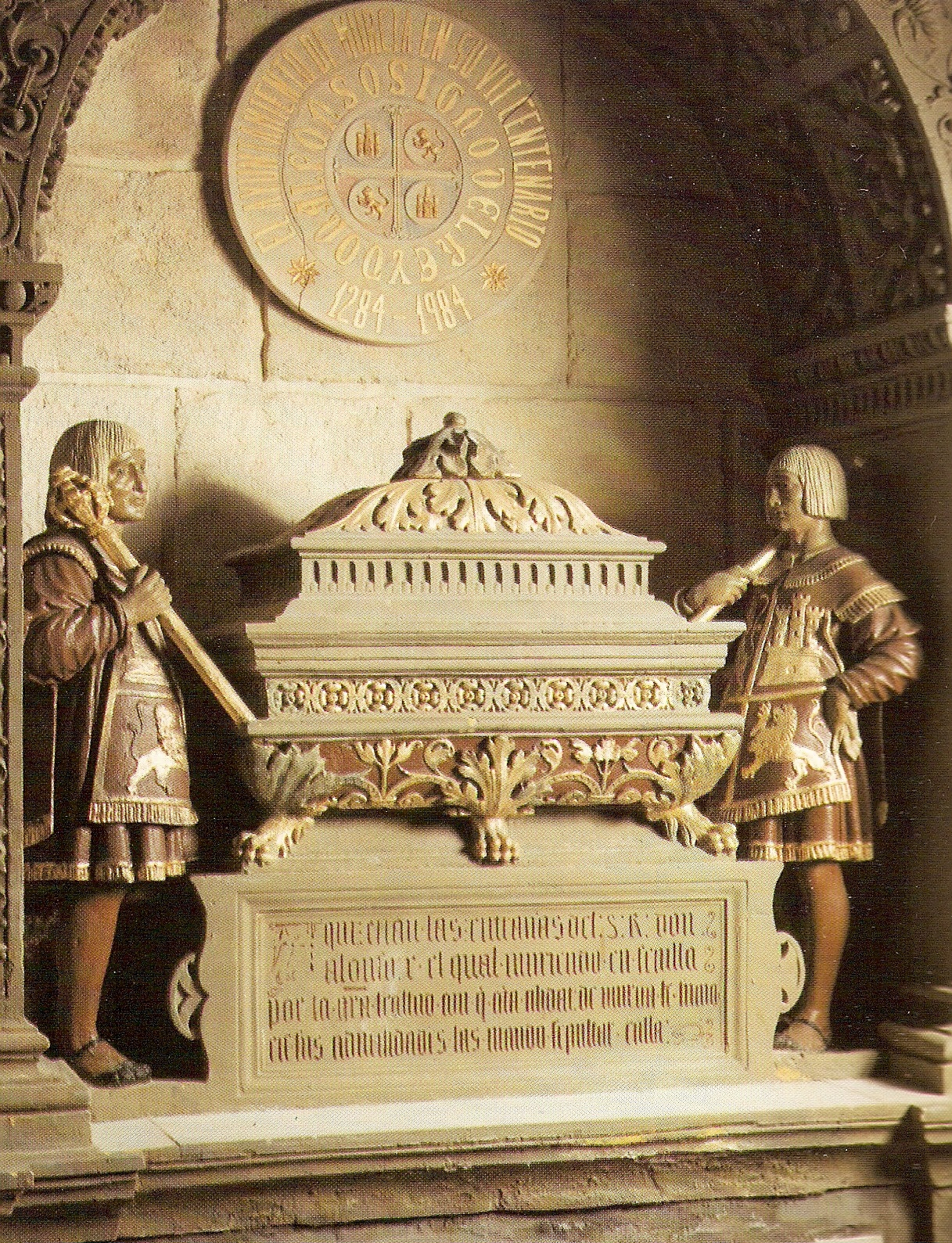
Urna sepulcral en la capilla Mayor donde reposan el corazón y las entrañas de Alfonso X

En la capilla Mayor de la catedral de Murcia, procedentes de la antigua iglesia del Alcázar Mayor de la ciudad, llamada de Nuestra Señora la Real de Gracia, se encuentran el corazón y las entrañas de Alfonso X el Sabio, colocadas dentro de una urna. El propósito del monarca era que su corazón fuera llevado al Monte Calvario, en Tierra Santa, y sus entrañas al monasterio murciano de Santa María la Real del Alcázar. Sin embargo, nunca llegó a cumplirse la voluntad del monarca, y su corazón y entrañas terminaron reposando en el mismo lugar, en el monasterio murciano. En el año 1525, a petición del concejo de Murcia, y por orden del emperador Carlos V, fueron trasladadas las entrañas de Alfonso X a la capilla mayor de la catedral de Murcia.
La urna que contiene las entrañas del rey está colocada en una hornacina renacentista de medio punto decorada con motivos florales, restaurada después de 1854. La urna que guarda las entrañas es de piedra, pintada de blanco y oro, y a cada uno de sus lados se encuentran representados dos heraldos, con mazas doradas apoyadas en los hombros, en cuyas dalmáticas aparecen los escudos del reino de Castilla y León. Las figuras de los heraldos, que fueron realizadas en el siglo XVI, están pintadas de color rojo y oro. En una cartela colocada en la parte inferior de la urna, y en caracteres alemanes, se lee la siguiente inscripción:

«AQUI ESTAN LAS ENTRAÑAS DEL SEÑOR REY DON ALONSO X, EL QUAL MURIENDO EN SEVILLA POR LA GRAN LEALTAD CON QUE ESTA CIBDAT DE MURCIA LE SIRVIO EN SUS ADVERSIDADES LAS MANDO SEPULTAR EN ELLA»

El emperador Carlos V prohibió que nadie, fuera cual fuera su rango, se sepultara en la capilla donde se depositaron las entrañas de Alfonso X, y mediante una cédula emitida el 11 de mayo de 1526, ordenó que se hiciese una reja de hierro que debía portar su escudo de armas y en la que se debía grabar que Alfonso X quiso que sus entrañas fuesen llevadas a Murcia.
- Otros enterramientos:

También se veneran en una urna de plata de la capilla Mayor los restos de los llamados «Cuatro Santos de Cartagena» (Fulgencio, Isidoro, Leandro y Florentina), patronos de la diócesis.
En diversas capillas reposan los restos de varios murcianos ilustres, como el escritor Diego de Saavedra Fajardo, el jurisconsulto Jacobo de las Leyes, el beato Andrés Hibernón (co-patrono de la ciudad), o Juan Sáez, venerable sacerdote en proceso de canonización.

## Exterior
- Puerta de los Apóstoles:

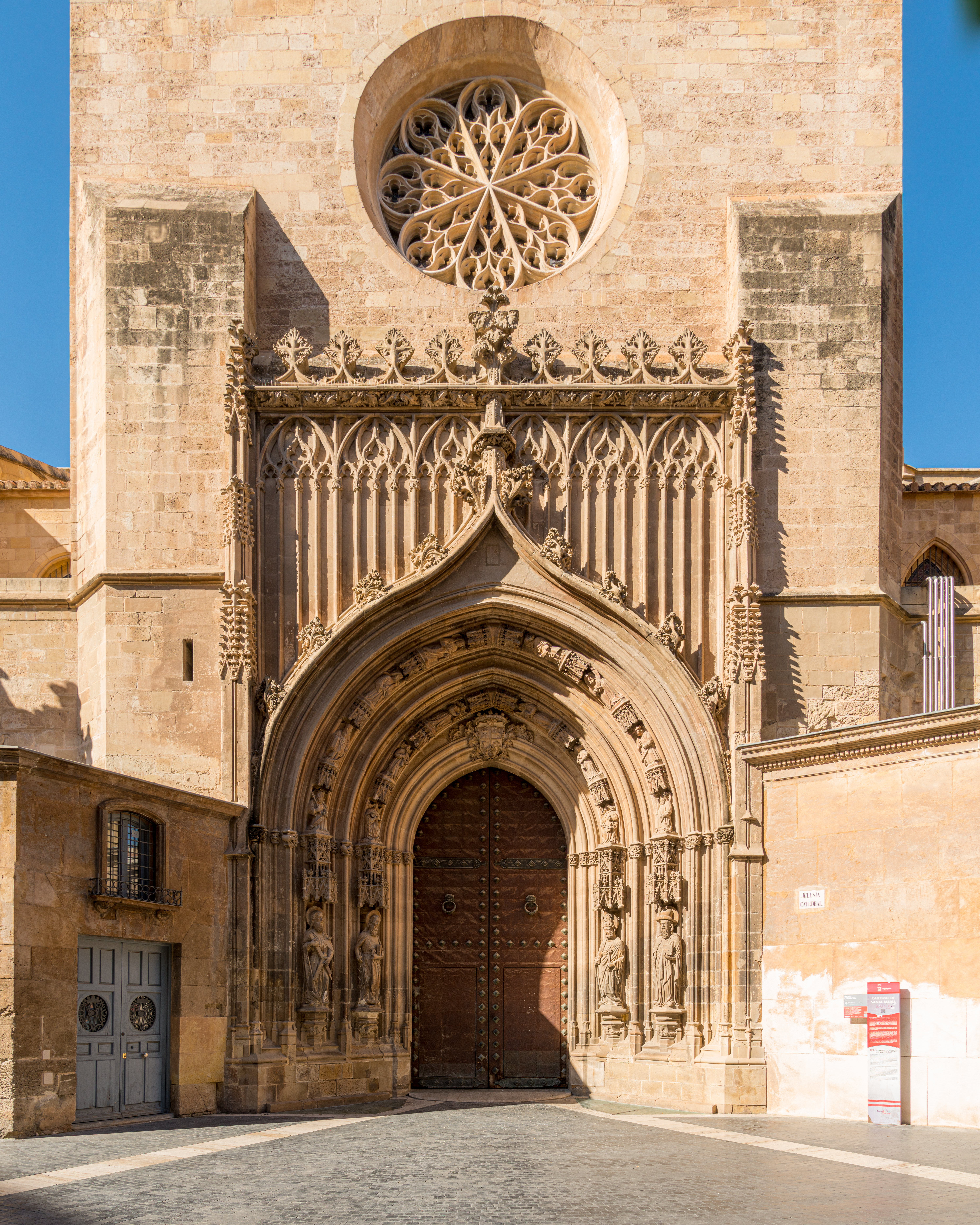
Puerta de los Apóstoles, del, en estilo gótico

Iniciada en 1463 por Diego Sánchez de Almazán, es de estilo gótico florido. Es la puerta que da acceso al transepto por el lado sur.
Consta de un solo hueco central rodeado de arquivoltas apuntadas dispuestas concéntricamente en las que se inserta la decoración escultórica de ángeles músicos y reyes del Antiguo Testamento. En las jambas, y bajo doseletes góticos, se encuentran representadas las imágenes de los apóstoles Pedro, Pablo, Andrés y Santiago en la zona de la base, mientras que ángeles músicos y reyes de Israel siguen la línea de las arquivoltas hacia la parte superior. En la clave del arco se añadió el escudo de la reina Isabel II en agradecimiento a los donativos hechos a la catedral, quedando la fachada coronada por un gran rosetón. El añadido del escudo borbónico ocupa el lugar del que arrancaba un parteluz, hoy desaparecido.
La puerta de los Apóstoles se concluyó en 1488.
- Puerta del Pozo:

Pequeño y recogido acceso a la catedral por la girola, abierto junto a los pies de la torre y de cuya sencilla fachada destaca el elegante arco de medio punto que enmarca la puerta.
- Puerta de las Cadenas:

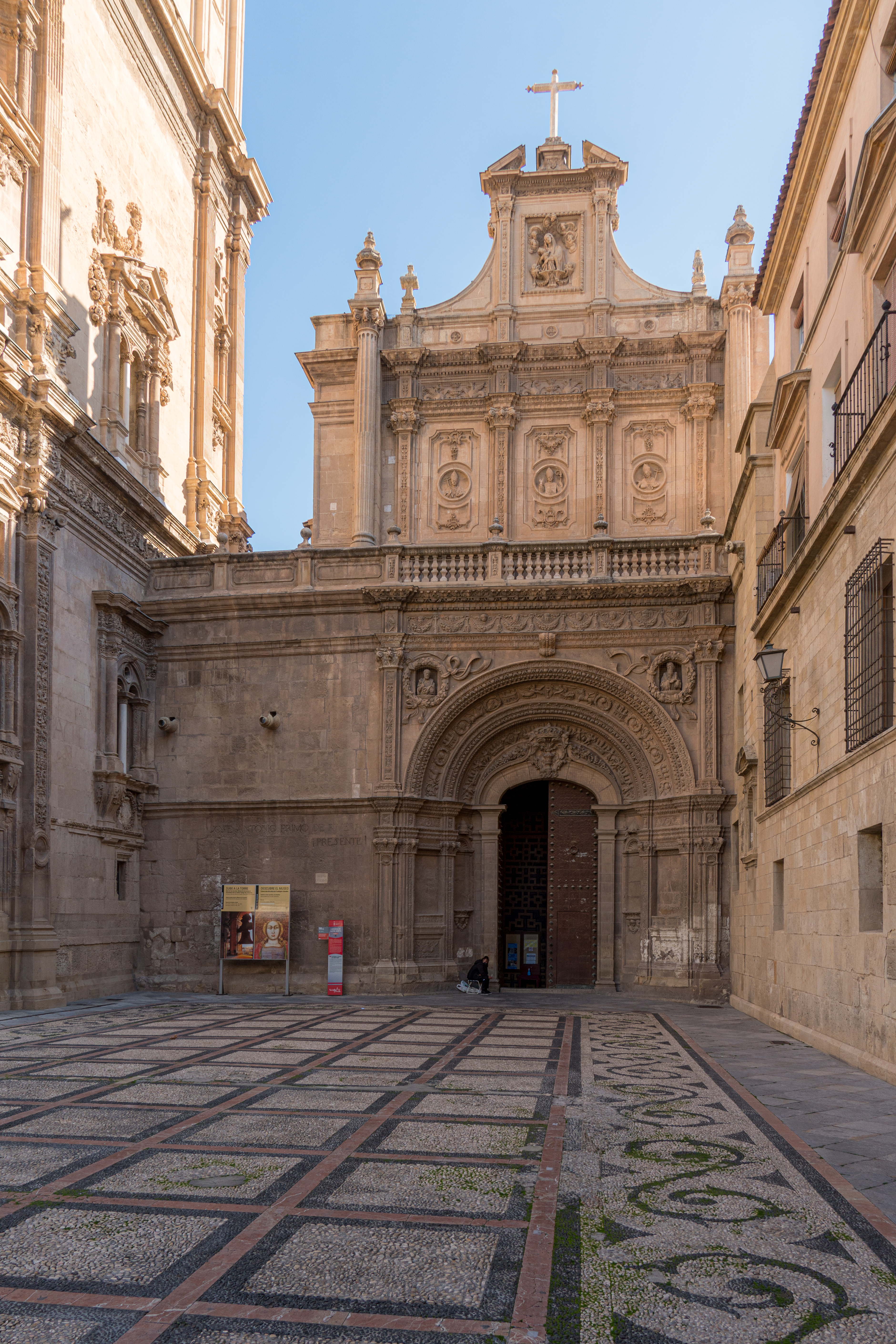
Puerta de las Cadenas, de inicios del, plateresca

Fachada plateresca que cierra el transepto por su lado norte. Consta de dos cuerpos, el inferior del siglo XVI y el superior reformado en el siglo XVIII.
El cuerpo inferior se inició hacia 1512, siendo una de las primeras iniciativas del renacimiento español, mostrando una exaltación simbólica de la reciente toma de Granada.
El superior fue reformado en 1783 por parte de José López, reutilizando pilastras y frisos del XVI. Pedro Federico Pérez y Diego García labraron los relieves de los hermanos San Leandro, San Isidoro y San Fulgencio, y los jarrones superiores.
Recibe su nombre de las cadenas que delimitan el recinto sagrado exterior que, presidido por una gran cruz, existe desde época medieval en el atrio que se abre frente a esta fachada.
- Los Soportales:

Bajo el gran volumen ocupado por la Casa de los Canónigos y el Museo Diocesano, se encuentra una pintoresca galería abierta a la calle popularmente conocida como «Los Soportales». Se trata de un corredor porticado que rodea perimetralmente esta parte del edificio, cuyas arquerías barrocas de medio punto y bóvedas de arista se integraban originariamente en el claustro catedralicio.
- El imafronte:

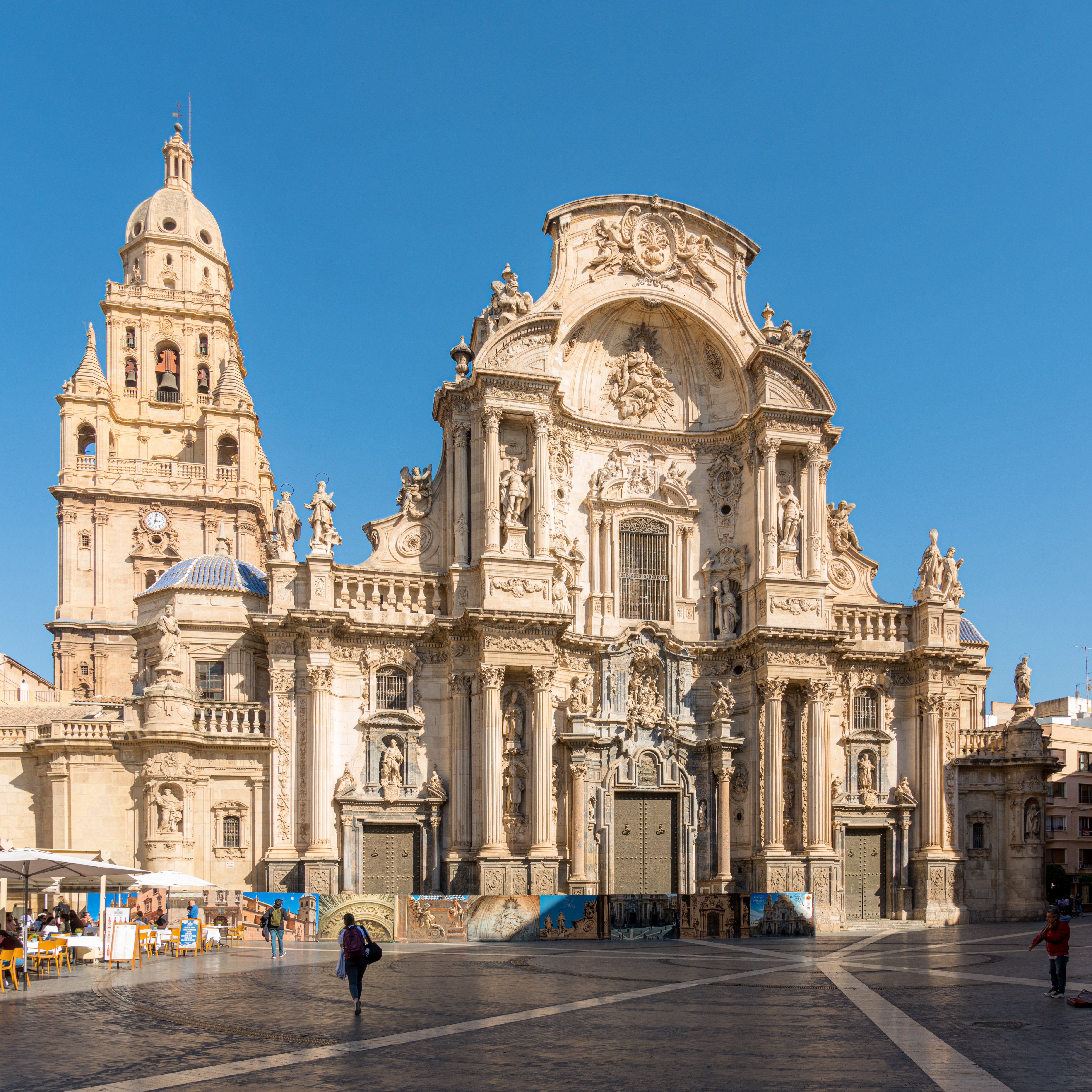
Imafronte con la torre al fondo. Obra maestra del barroco

De estilo barroco, la fachada principal o imafronte es de una belleza y monumentalidad de excepción, única en su género.
Sustituye a una fachada anterior, realizada a mediados del siglo XVI bajo la dirección de Jerónimo Quijano, en tiempos del obispo Esteban de Almeyda (1546-1563).
En el siglo XVIII, debido a las continuas riadas y frecuentes terremotos, el imafronte se vio afectado acusando una preocupante falta de firmeza. El Cabildo Catedralicio pidió informes a Sebastián Feringán (ingeniero militar director de las obras del Arsenal de Cartagena) y Fray Antonio de San José, que aconsejaron su demolición total.
En 1732 se comienza a demoler la fachada anterior, procediéndose a realizar la nueva entre 1737 y 1754.
Orientada a occidente, a lo que desde 1759 sería la plaza del Palacio (posteriormente llamada plaza del Cardenal Belluga), se pensó como un retablo de piedra según encargo del propio Cabildo y del Cardenal Belluga, siendo ejecutada por el arquitecto Jaime Bort (basándose en planos de Feringán), que contó con numerosos colaboradores como Manuel Bergaz, José Campos, Juan de Gea, y José López. La cimentación se debe al propio Sebastián Feringán.

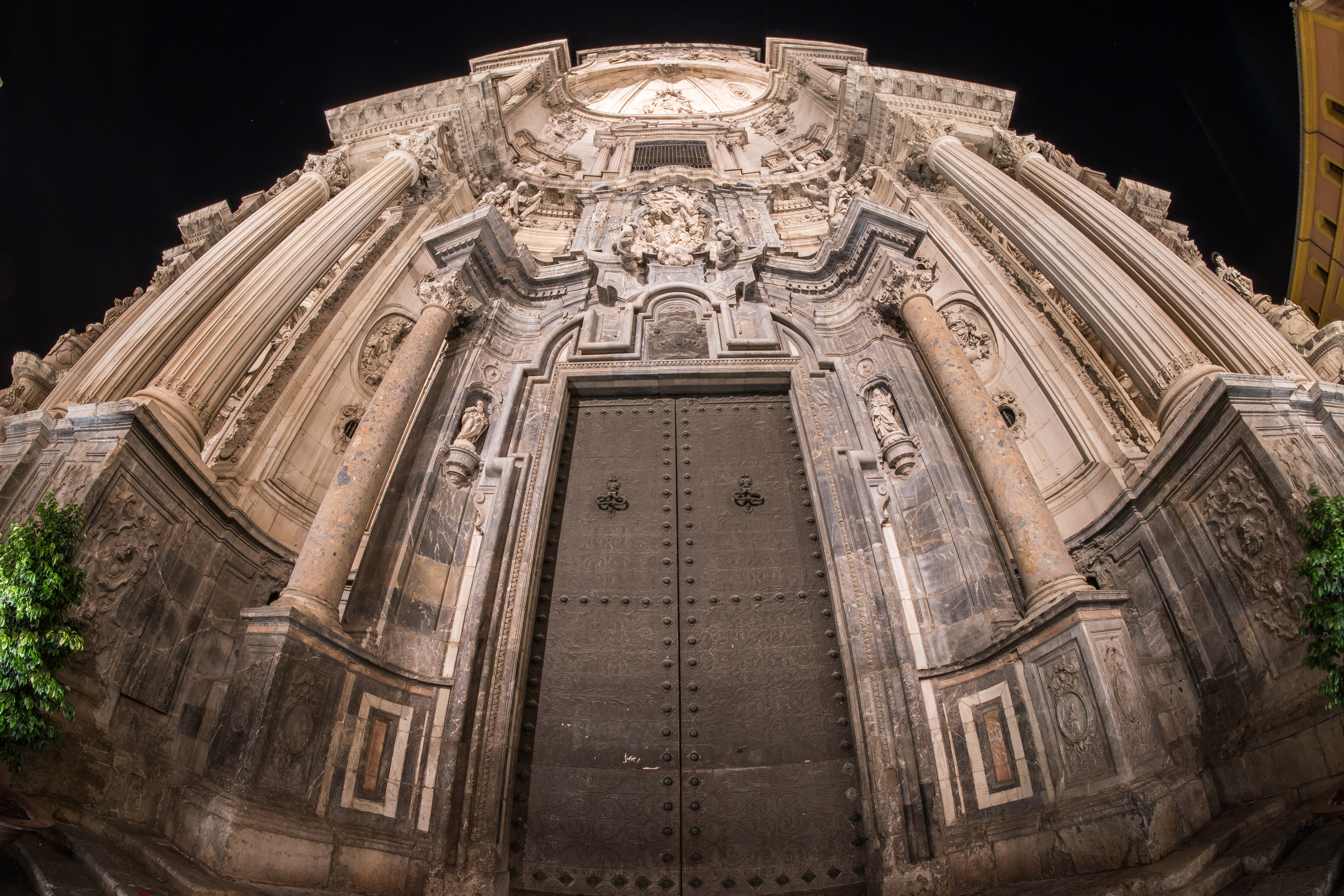
Cuerpo central del Imafronte

En 1749 Jaime Bort marchó a Madrid para trabajar en la Corte, continuando las obras su discípulo Pedro Fernández, quien terminó los trabajos en 1754.
La financiación de la obra pasó por serias dificultades, que se superaron gracias a las aportaciones de particulares, de la Casa Real y el Cardenal Belluga.
El imafronte está enteramente dedicado a la Santísima Virgen María, titular del templo, apareciendo en ella también incontables efigies de santos y mártires vinculados a la diócesis de Cartagena; muchas de ellas fueron realizadas por el imaginero francés Antonio Dupar.
La fachada está dividida en dos cuerpos horizontales y tres tramos verticales. Los verticales están divididos por grandes columnas uniéndose los laterales al central por medio de unas grandes volutas, rematándose la calle central con una gran moldura curva que, como un frontón, forma un casquete de bóveda con la escultura de la Asunción de la Virgen. 
En la base de los tres cuerpos se abren las tres puertas que corresponden a las tres naves del interior del templo: las dos laterales (la de San José o del Cabildo y la de San Juan o del Concejo) y la central, llamada puerta del Perdón (la cual sólo se abre con ocasión de grandes solemnidades), coronada por una gran hornacina con el grupo escultórico de la Virgen María con los Arcángeles.
La fachada estuvo coronada por una gran estatua de Santiago clavando la cruz en el suelo (ya que la tradición dice que el apóstol entró en Hispania por el puerto de Cartagena), pero fue retirada debido a su elevado peso en 1803, siendo sustituida por una cruz que fue derribada por el Terremoto de Torrevieja de 1829.

## Museo

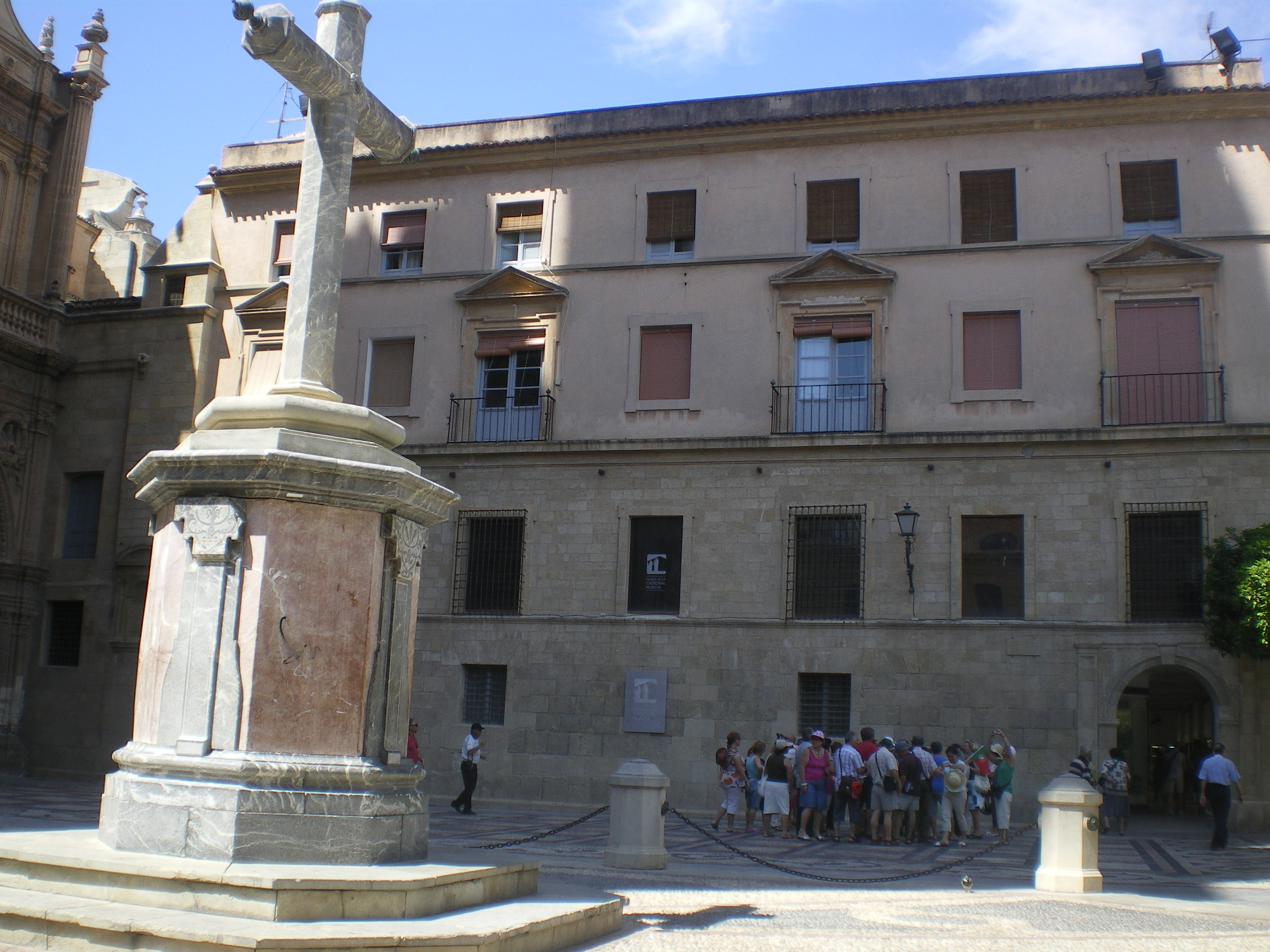
Vista del exterior del museo desde la plaza de la Cruz

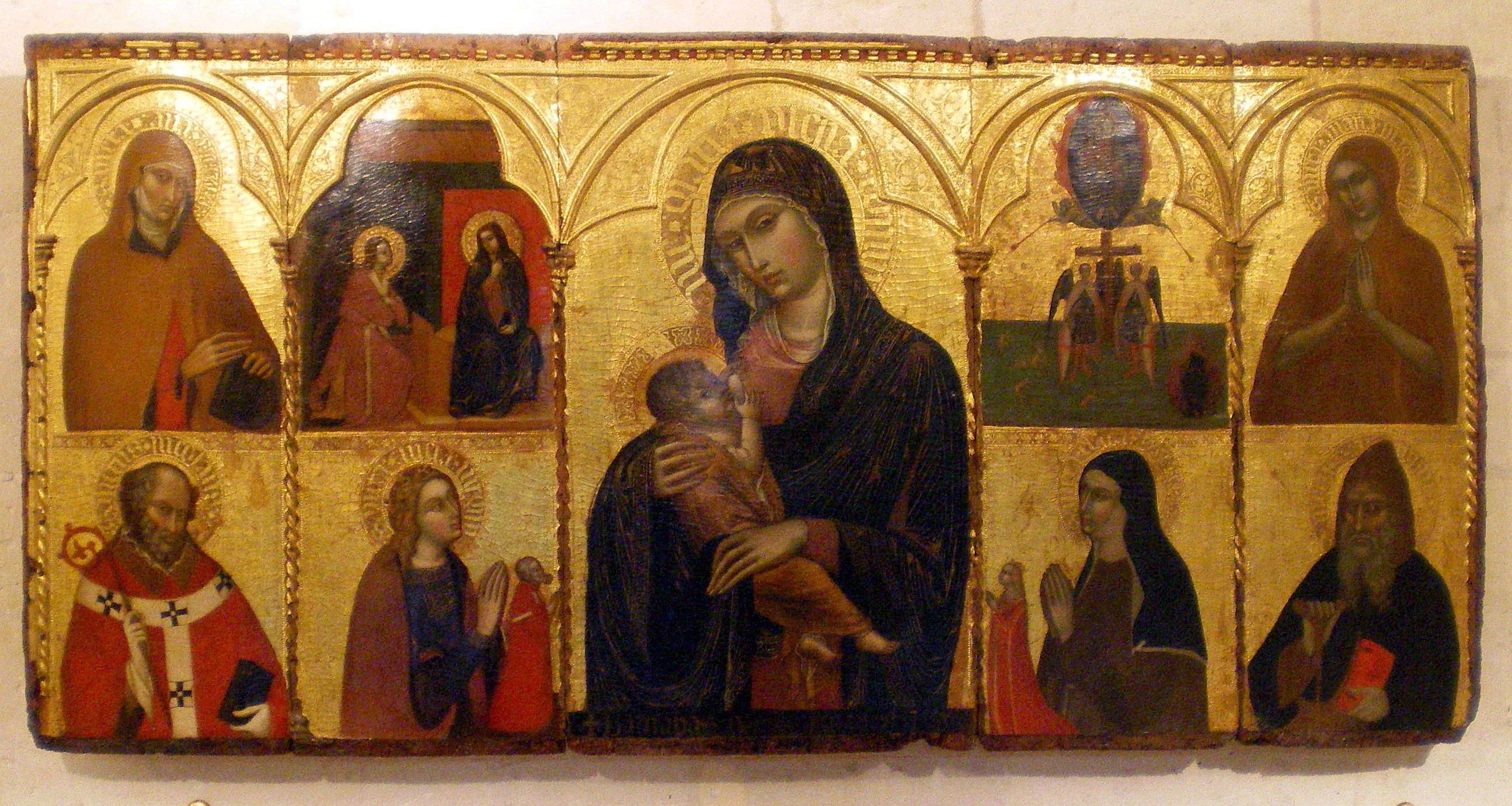
Retablo de la virgen de la Leche, de Bernabé de Módena, en el museo de la catedral

Instalado en el espacio que ocupara la Sala Capitular y el viejo claustro gótico de mediados del siglo XIV, del que aún se conserva la crujía sur y sus capillas (entre las que destaca la de San Juan de la Claustra con portada renacentista de Jerónmo Quijano), el resto del claustro se reformó en el siglo XVII para alojar en él las contadurías y los actuales soportales, pero tras la importante reforma y restauración de este espacio llevada a cabo recientemente, se ha sacado a la luz la práctica totalidad de las arcadas del claustro y la parte superior de la antigua portada gótica de la Anunciación.
El museo catedralicio guarda innumerables piezas artísticas de carácter religioso que van desde época romana hasta nuestros días. El espacio expositivo ha sido objeto igualmente de una importante rehabilitación que ha recuperado casi totalmente la antigua estructura del claustro y ha dejado al descubierto además los restos de la antigua mezquita árabe sobre la que se levantó el edificio.
De su colección es necesario mencionar:
- Pinturas y retablos: sobresalen las retablos góticos de Santa Lucía y la Virgen de la Leche del italiano Bernabé de Módena (siglo XIV), el retablo gótico de San Miguel (anónimo del siglo XV), el cuadro de los Desposorios de la Virgen y la Adoración de los Pastores de Fernando de Llanos, obra renacentista de este discípulo de Leonardo da Vinci, diversas obras de Lucas Jordán (siglo XVII) y el retrato del obispo Mariano Barrio de Federico de Madrazo (siglo XIX).
- Orfebrería: destacan la impresionante Custodia del Corpus, obra de Antonio Pérez de Montalto (siglo XVII), el Arca de Jueves Santo (siglo XVIII), la Custodia de las Espigas del mismo siglo, relicarios, el joyero de la Virgen de la Fuensanta y una valiosa colección de cálices.
- Escultura: sobresalen el Sarcófago de las Musas (romano del siglo III) y diversas esculturas góticas en piedra. El museo dispone también de importantes obras de Francisco Salzillo como el medallón de la Virgen de la Leche, la importantísima imagen de San Jerónimo y el Cristo del Facistol, todas del siglo XVIII.
- También destaca una colección de indumentaria eclesiástica y la presencia de la antigua campana Mora (siglo XIV).

A través del museo de la Catedral de Murcia también se puede realizar la visita a la torre.
Horario del Museo: martes a sábados de 10:00 a 13:00 y de 16.00 a 19:00. Domingos y festivos de 10:00 a 13:00. Lunes cerrado.

## Ceremonias especiales
A lo largo del año, se suceden fiestas y solemnidades religiosas en las que la catedral murciana constituye el principal escenario. Entre ellas se destaca:
- Recibimiento y Despedida de Nuestra Señora de la Fuensanta: la imagen de la patrona visita la ciudad dos veces al año, con motivo del aniversario de su Coronación, permaneciendo en la catedral durante la Semana Santa y las Fiestas de Primavera y con motivo de su festividad, regresando a su Santuario tras la Feria de Murcia respectivamente. Procedente de su santuario del monte, se aloja en la catedral durante ambas estancias. La catedral recibe en estas ocasiones multitud de visitantes.
- Festividad de Nuestra Señora de la Fuensanta, el domingo posterior al 8 de septiembre: misa mayor y procesión claustral con la imagen de la patrona, recorriendo las naves catedralicias.
- San Fulgencio, patrono de la diócesis: cada 16 de enero se oficia una solemne misa en su honor según rito mozárabe, así como la procesión de la urna que contiene sus restos.
- Corpus Christi: salida procesional de la Custodia (obra en plata del XVII firmada por Pérez de Montalvo) por las calles del centro histórico.